# ホンダ・CBR900RR
CBR900RR(シービーアールきゅうひゃくアールアール)は本田技研工業が主に輸出市場向けに製造していた4ストロークのオートバイである。輸出用モデル(北米仕様を除く)はFireBlade(ファイヤーブレード)のペットネームが与えられている。
モデル別に排気量は893cc・919cc・929cc・954ccとあり、929cc・954ccのモデルは輸出仕様国によってCBR900RR・CBR929RR・CBR954RRと呼ばれる場合があるが、本稿ではこれも併せて記述する。

## 概要
1980年代後半から1990年代初頭当時の排気量900cc前後のクラスは、250ccから400ccのクラスで主流となっていたWGP出場マシンのレプリカモデルや、750ccクラスのスーパーバイク世界選手権(SBK)に出場するために量産性を度外視し販売していたホモロゲーションモデルなどの軽量なモデルとは違い、スポーツツアラーモデルが主流であった(当時としては軽量でスポーツ性能の高いと言われていたカワサキ・GPZ900Rや、ヤマハ・FZR1000、スズキGSX-R1100でも相当重量があった)。
その中で、ホンダは1980年代後半より、VFR750Fに続くスポーツモデルとして、CBR750の後継車種でCBRシリーズのフラグシップモデルとしてCBR250RR・CBR400RRシリーズの延長上のデザインをしたCBR750RRの開発を行っていたが、販売面におけるCBR750の苦戦、VFR750Fと同じ750ccクラスにスポーツモデルを置くことによるモデルバッティングや他のV4エンジン搭載車への開発上の配慮などの複数視点からCBR750RRは開発中止となった。
しかしCBR750RRの設計主任を担当した馬場技師が開発の中止された当車種の排気量を900cc程度に上昇させ、軽量なスポーツモデルとして出したら欧州などの輸出市場が狙えるのではないかと言う考えをホンダ側に提案し、ホンダ側もそれに了承し、排気量900ccモデルとして開発が決定した。
開発はCBR750RR構想時の遺産を生かし、CBR750RRで採用予定だったエンジンから排気量の増大、レーサーレプリカ同様の軽量化の実施、シートカウル内の収納スペースの確保等が挙げられるが、特にハンドリングを当時の900ccからリッタークラスに代表されるような、もっさりした重たいハンドリングではなく250ccから400ccクラスのレプリカや750ccのホモロゲーションモデル以上に軽いハンドリングを目指したところであった。クラス最軽量・最コンパクトを実現させ、鈴鹿8耐でHRCの走らせるワークス仕様のRVF750に勝てるだけのポテンシャルを持ち、かつ、誰もがバイクとの一体感を感じながら操ることのできるバイクをつくる、と言うのも開発経緯に含まれている。
本車のコンセプトは後々のCBR1000RRとCBR1000RR-Rまで続くことになる「“TOTAL CONTROL”」とされた。(ただしCBR1000RR-Rは「“TOTAL CONTROL” for the Track」とされている。理由としてはサーキット走行をターゲットとして開発されたため。)
当時の他社メーカーのスポーツモデルと比較すると軽量な車体であり、特にハンドリングとブレーキ性能は2ストエンジン搭載車のNSR250Rの900cc版ともいえ、CBR900RRは日本国外の輸出市場から大歓迎されまたたく間に世界中でベストセラーになり、新たな造語としてツアラーでもなくレーサーレプリカとも違うという意味でスーパースポーツ(以下:SS)と呼ばれるようになった。
長らく輸出専用車で日本国内では逆輸入車扱いあったが、2001年に発売された6代目・CBR954RRからは日本国内市場投入が決定され、馬力規制や遮音部品の追加、スピードリミッターの装着など日本国内の規制に合わせた改良が行われ販売された。国内仕様は北米仕様と同様に"FireBlade"のペットネームは与えられていない。
2004年には後継車種であるCBR1000RR(SC57)にバトンを渡し、生産終了となった。なお、開発も馬場技師から原技師へバトンタッチされ、ペットネームもCBR900RRシリーズの"FireBlade"とは区別され、"Fireblade"となっている。

## モデル一覧

### CBR900RR(SC28・1型)
1992年発売。初代モデルSC28の排気量は893ccとされた。エンジンは元々CBR750RR搭載予定であったため排気量749ccであったものを、70mmのボアはそのままに、ストロークを58mmまで延長しこの排気量を得ている。これは後年の1996年に発表・販売が開始されたCBR1100XX Super BlackBirdと同値のストローク量であり、この排気量のスポーツモデルとしては異例ともいえるロングストローク傾向のエンジンであった。しかし、それにより公道における常用回転域である低中回転域の加速特性は極めて良好であり、軽量な車体とのマッチングもあいまって非常に高い運動性を得るに至った。それは主にワインディングロードや高速道路の合流などで活きることとなり、国内外のメディア及びライダーから絶賛をもって迎えられた。
特徴
- 独立2眼タイプのヘッドライト
- 耐熱グロスブラック塗装のスチール製エキゾーストパイプ＆サイレンサー
- フロントホイール16インチ・リアホイール17インチの前後異径ホイールとされた
- メーター類は同時期に販売されていたNSR250Rと非常に酷似している配置である[5]

====諸元表====
*エンジン 
*型式	SC28E 
*排気量	893 cc 
*最高出力	124PS/10.500rpm 
*最大トルク	9.0 kg&middot;m/8,500rpm 
*ボア×ストローク(比率)	70.0×58.0 mm(0.829) 
*圧縮比	11.0:1 
*潤滑方式	ウェットサンプ 
*点火方式	フルトランジスタ 
*定地燃費	15.0 km/L(160 km/h) 
*出力伝達系 
*変速比1	2.7692　　13/36 
*変速比2	2.0000　　16/32 
*変速比3	1.5789　　19/30 
*変速比4	1.4000　　20/28 
*変速比5	1.2500　　20/25 
*変速比6	1.1739　　23/27 
*1次減速比	1.520　　50/76　ギア 
*2次減速比	2.625　　16/42　チェーン 
*Fタイヤサイズ	130/70　ZR16 
*Rタイヤサイズ	180/55　ZR17 
*寸法・重量・容量 
*全長・全幅・全高	2030mm/685mm/1115mm 
*軸間距離	1405mm 
*最低地上高・シート高	130mm/800mm 
*乾燥重量	185kg 
*装備重量	206kg 
*燃料タンク  容量	18.0L 
*オイル容量	 4.0L(オイル交換時3.1L/フィルタ込3.2L) 
*冷却液容量	 2.8L

### CBR900RR(SC28・2型)
形式名が初代と同じことからわかるように、マイナーチェンジモデルである。このモデルでは初代モデルの特徴であった丸目独立二灯式ヘッドライトを廃し、タイガーアイと呼ばれる異型2灯(片側はマルチリフレクタライト)のライト形状に変更された。このモデルまでの純正装着のレギュレータは経年劣化等でオーバーヒートしジェネレータまでも破損する可能性が指摘されており、冷却フィンを持った対策品と変更することが勧められる。
変更点
- タイガーアイ形状のヘッドライトへの変更と、独立したポジション・ライトの追加
- フロントサスペンションの圧縮側アジャスタの追加
- アッパーカウルステーをスチール製からアルミ製に変更
- シリンダーヘッドカバーをマグネシウム製に変更することで1型から若干の軽量化も施された
- アルミ地のサイレンサー
- オイル容量の増大(交換時3.5L/フィルタ込3.6L)
- スピードメータセンサーの取り出しが、フロントアクスル(機械式)からドライブシャフト(電気式)へ移動

### CBR900RR(SC33・3型)
1996年登場。このモデルより排気量が893ccから918.5cc(表記上は919cc)へ拡大し出力を4PS向上。2代目のタイガーアイと呼ばれる異型2灯のライト形状は踏襲される。
- フレームを変更し剛性をやや落とすことで扱いやすさおよび旋回性の向上を実現した
- エンジンにも小変更を行いエキゾーストマニホールドの素材をスチールからステンレスに変更(耐熱ブラック塗装は継続)
- オドメーターや燃料計がアナログメーター表記から液晶モニター表示に変更

その他にもフューエルポンプを廃止するなど、軽量化も継続して行われる。

### CBR900RR(SC33・4型)
このモデルがキャブレター仕様及び16インチフロントホイールの最終型となる。
なお車両型式名は3代目と同じSC33であるが、下記のように変更点が多種にわたるため実質フルモデルチェンジ車と言えるモデルである。
- エンジントルクおよびピークパワーの増大
- 車両重量の軽量化
- フレームは先代の3型に似るが、ピボット裏側に補強リブを追加したりステムパイプを若干前方へ出すなど、変更点は多岐にわたる
- スイングアームをテーパー形状に変更
- フロントフォークオフセット値を35mm→30mmに、フロントフォークピッチを204mm→214mmにするなど、操縦安定性に関する改良は多岐にわたる
- フロントブレーキはローター径を296mmから310mmとし、剛性を高めたニッシンの新型異径対向式4ピストンキャリパー(キャリパーピストン径は⌀34+⌀32に大径化)の採用
- 14mm→16mmへ大径化したフロントブレーキマスターシリンダーとの組合せで従来の1型2型と比較して最強の制動力を誇る
- 乾燥重量は3kg軽量化され180kg

エンジンは排気量こそ3型と同一であるが、アルミ製スリーブの採用をはじめ約80%にわたるパーツを新規設計しており、出力は3型の128PSから130PSへと向上している。キャブレターには新たにCBR1100XXと同様なスロットルポジションセンサーを追加。マフラーはオールステンレス製となり、スチールマフラー時代に施されていた耐熱ブラック塗装は廃止された。
ライバルの登場に合わせて排気量を1,000cc化にすることも検討されたが当時の技術では10kgくらい重くなってしまうため当時は排気量アップに伴う最大出力の向上に伴うメリットよりも、車体重量増加のデメリットの方が大きいと判断されたため1,000cc化はなくなったそうである。
その代わりフロントフォークアウターカートリッジのアルミ化、劇的に薄型になったメーター類等細部まで徹底した軽量化を図るなど、キャブ仕様CBR900RRの集大成ともいえるモデルである。

### CBR929RR(SC44)
シリーズ初の大幅なフルモデルチェンジが行われた。コンセプトは引き続き「ライダーに“操る喜び”を味わってもらうこと」そのためのアプローチも、『8耐でRVF750に勝てるように』という目標を掲げた初代と同じで、ひとつひとつ、真面目に徹底的に少しでも軽量、コンパクトにしていくというもの。そのためカウルの塗装にも気を使い、塗料の重ね塗りの2トーンに頼らず、また少ないデカールでトリコロールカラー(出典先の原文ママ)を表現できるのかということまでこだわったそうである。
1998年にヤマハからYZF-R1が発売され、ライバルの衝撃的な高性能を目の当たりにし、予定より1年前倒しの2000年に発売を開始する。
CBR929RRという名称は正式には北米仕様のみであり、欧州仕様は従来通りCBR900RRという名称となるが、各仕様国でフルモデルチェンジされている為まとめてCBR929RRと呼ばれることが多い。
外観としては954RRまでほぼ変わらないデザインのタイガーアイスタイルの3眼式ヘッドライトが採用されたことが特徴。ロービームでは真ん中の1灯のみ点灯し、ハイビームで外側2灯が点くことで3灯すべてが点灯する。
また、先代SC33モデルまで行われていた軽量化は継続され、エキゾーストパイプの一部やサイレンサーに軽量なチタン合金材を採用するといった「大技」だけでなく、グラム単位でパーツの軽量化を行う開発陣の血のにじむような努力によって、初代(SC28)から約15kgもの重量減を実現。
変更点
- 燃料噴射装置をキャブレターからPGM‐Fi(電子制御式燃料噴射装置)に変更
- 吸気デバイス(H-VIX)・排気デバイス(H-TEV)の採用
- フロントホイールをインチアップ(16インチから17インチへ)
- 倒立式テレスコピックフロントフォークの採用
- セミ・ピボットレスフレームの採用
- 液晶デジタル式スピードメーターの採用
- 欧州仕様ではH.I.S.S.(ホンダイグニッションセキュリティシステム)を採用している(北米仕様は954RRから採用)

なお、北米地区向けに限定車も発売された。

### CBR954RR(SC50)
このモデルがCBR900RRシリーズとして最終型となるモデルで、2002年から販売が開始。初代SC28モデルからの設計思想の1つの軽量化により乾燥重量がミドルクラスのCB400SFとほぼ同じ重量まで軽量化され、現行のCBR1000RR-R(SC82)まで含め、歴代ファイヤーブレードモデルの中で最軽量を誇るモデルである。
なお、ホンダのスーパースポーツモデルとしては初めて日本国内の車両規制基準に合わせた日本国内仕様が用意され、馬場技師の最後の開発担当車両として記念すべきモデルでもあった。
PGM-Fi車でありながらキャブレター車のような爆発的加速力を持ち、後継機のCBR1000RRよりもピーキーな性格だが、現行のスーパースポーツマシンにはない特徴が多い。また、当車はJSB1000クラスやXフォーミュラクラスに合わせて、ホンダがレースベース車を販売していた。
先代モデルからの変更点
- 全体的に929RRよりシャープなカウルデザインに変更
- 日本国内正規仕様の設定(スピードリミッターの装着や馬力規制をするなど)
- チタン製フルエキゾーストシステムの純正採用
- LEDテールランプへの変更

そのほか、インジェクターを4ホールから12ホールへ増加や、スイングアームピボットメンバーの肉厚アップなど、目に見えない変更も数多い。ステアリング操作に関しては、安定指向であった929RRをベースに、各部の変更でどうにかシャープな方向へ振った節があり、市場の要求に対する設計陣の苦労もみてとれるモデルである。
なおO₂センサーや触媒等の排気ガス浄化装置を装着しているモデルもある(ドイツ及びカリフォルニア仕様)。
国外向け輸出仕様と日本国内仕様との相違点
- ヘッドライトの常時点灯
  - 英国および欧州仕様などはヘッドライトスイッチがあるが、一部地域向けの輸出仕様では常時点灯仕様も従来からある
  - これに伴いヘッドライトのポジション灯の廃止
  - ウインカーをダブル球へ変更(ウインカーをポジション灯として兼用するため)
- レギュラーガソリン仕様
  - HRC販売のレースベース用フルパワー車および輸出車はハイオクガソリン仕様
- 馬力規制の実施(151PSから91PSへダウン)
  - 吸気排気関係の部品の変更
  - サイレンサーの出口の絞り込み
  - 電気配線の変化
  - スパークプラグの番数変更
  - スピードメーター表記における、180km/h規制(2003年型でフルスケール化)
- 騒音規制に伴うカウル内へのスポンジなどの遮音物の追加
- ドリブンスプロケットの丁数変更
- サイレントチェーンの採用
- 北米仕様同様の名称へ変更(ファイヤーブレードのペットネームは付かず車名がCBR954RRとなる)
- ホンダの日本国内向けモデルとしてイモビライザー(H.I.S.S.)の初採用
- 名称変更に伴い一部ステッカーの変更

ほかにも、ホンダアクセス製の盗難防止用アラームシステムや、ココセコムに対応できるようになっているなどの日本仕様独自の防犯システムを組み込むことができる
2002年と2003年にはホンダが北米モデルをベースにしたレースベース仕様車を発表、販売した。
2003年には、北米モデルのカラーバリエーションモデルのほかにもオートバイ販売店であるPRO'S 店限定としてアクラポビッチ社のスリップオンサイレンサーと輸出向けの塗装(輸出仕様の2003年型モデル)がされた特別仕様が販売されていた。
またこのCBR954RRを最終モデルとし後継モデルはCBR1000RR(SC57)とされた。

## エピソード
SC28モデル開発当時はホンダに限らず他メーカーを見ても「エンジンパワー至上主義」の時代であった。エンジンパワー、最高速、排気量がナンバーワン。そういうものが販売ターゲット層に売りやすいと言った理由であったが乗り味は数字ではわからないから、ヨーロッパ現地法人の説得にはずいぶん時間がかかったそうである。しかし日本にヨーロッパ現地法人のライダーを呼んで乗らせたら、この楽しさはすぐにわかってもらえたそうである。それで、なんとか製品化にこぎつけることができた。しかしヨーロッパでは販売面で「900」という数字はあまり前面に出したくないということで、「FireBlade」という名前(ペットネーム)で売り出されることにはなったそうである。